# Lernanthropus paradoxus
Lernanthropus paradoxus is een eenoogkreeftjessoort uit de familie van de Lernanthropidae. De wetenschappelijke naam van de soort is voor het eerst geldig gepubliceerd in 1832 door Nordmann.